# アフトゥイルカの戦い
アフトゥイルカの戦い（アフトゥイルカのたたかい）は、ウクライナのスームィ州オフティルカ市とその周辺で行われたロシア軍とウクライナ軍との軍事交戦である。ロシアのウクライナ侵攻におけるウクライナ北東部攻勢の一環として、2022年2月24日にロシア軍が都市を占領しようと進軍し、都市郊外で戦闘が始まった。最初の進軍は撃退されたが、都市は砲撃を受けた。2022年3月26日、ウクライナ軍が戦略的拠点のトロスティアネッツを奪還したと報じられた。

## 戦闘経過
2月24日の朝、ロシア軍はロシアからスームィ州に進軍し、午前7時30分に近くのヴェリーカ・ピサリウカ村で戦闘が始まった。ロシア軍はアフトゥイルカを占領することができず、翌日に戦車と装備を残して撤退した。
2月25日、 BM-27のミサイルがアフトゥイルカの幼稚園に直撃し、子供1人と大人2人が死亡した。伝えられるところでは、ミサイルはクラスター爆弾であり、アムネスティ・インターナショナルによるとクラスター爆弾の使用は戦争犯罪となる可能性があるとされている。ウクライナ当局はまた、ロシア軍がアフトゥイルカ近くで民間のバスに発砲したと主張している。スームィ州知事のドミトロ・ジビツキーは、他の3人の民間人が市内で殺害されたと述べた。
2月26日、デンマーク紙の記者とカメラマンが車で走行中、銃撃を受けて負傷した。
2月27日、伝えられるところでは、ウクライナ軍は近くの町トロスティアネッツを占領しようしたロシアの戦車を破壊した。同町の町長は後に、「ロシア人よ！地獄へようこそ！くたばれ！ トロスティアネッツ、そしてウクライナ全土で我々は勝つ！」と語った。ジビツキーによると、その日の戦闘中にロシア兵と民間人が死亡した。
2月28日、ロシア軍はアフトゥイルカの石油貯蔵所を爆撃して破壊した。また、地元当局者によると、アフトゥイルカの軍事基地にロシアの燃料気化爆弾が命中し、ウクライナ兵70人以上が死亡した。
3月3日、ジビツキーは、地元のコジェネレーションに対するロシアの空爆により、市の電力と暖房の供給が遮断されたと主張した。
3月10日の早朝、ジビツキーは、アフトゥイルカは絶えず爆撃されており、下水道や給水網などの都市のインフラが破壊されていると述べた。
3月14日、アフトゥイルカ市長のパブロ・クズメンコは、住宅地へのロシアの空爆で少なくとも3人の民間人が殺害されたと述べた。
3月26日までに、ロシア軍はアフトゥイルカから撤退した。

## 燃料気化爆弾
2月28日、在米ウクライナ大使のオクサナ・マルカロワは、ロシア軍がアフトゥイルカで燃料気化爆弾（真空爆弾）を使用したと述べた。国際法では、軍事標的に対する燃料気化爆弾の使用は禁止されていないが、民間人に対しての使用は、国連の特定通常兵器使用禁止条約（CCW）によって禁止される可能性がある。
マルカロワは、燃料気化兵器の使用はジュネーブ条約に違反していると主張した。この攻撃でウクライナの軍事基地が破壊され、兵士70人が死亡した。

写真と映像
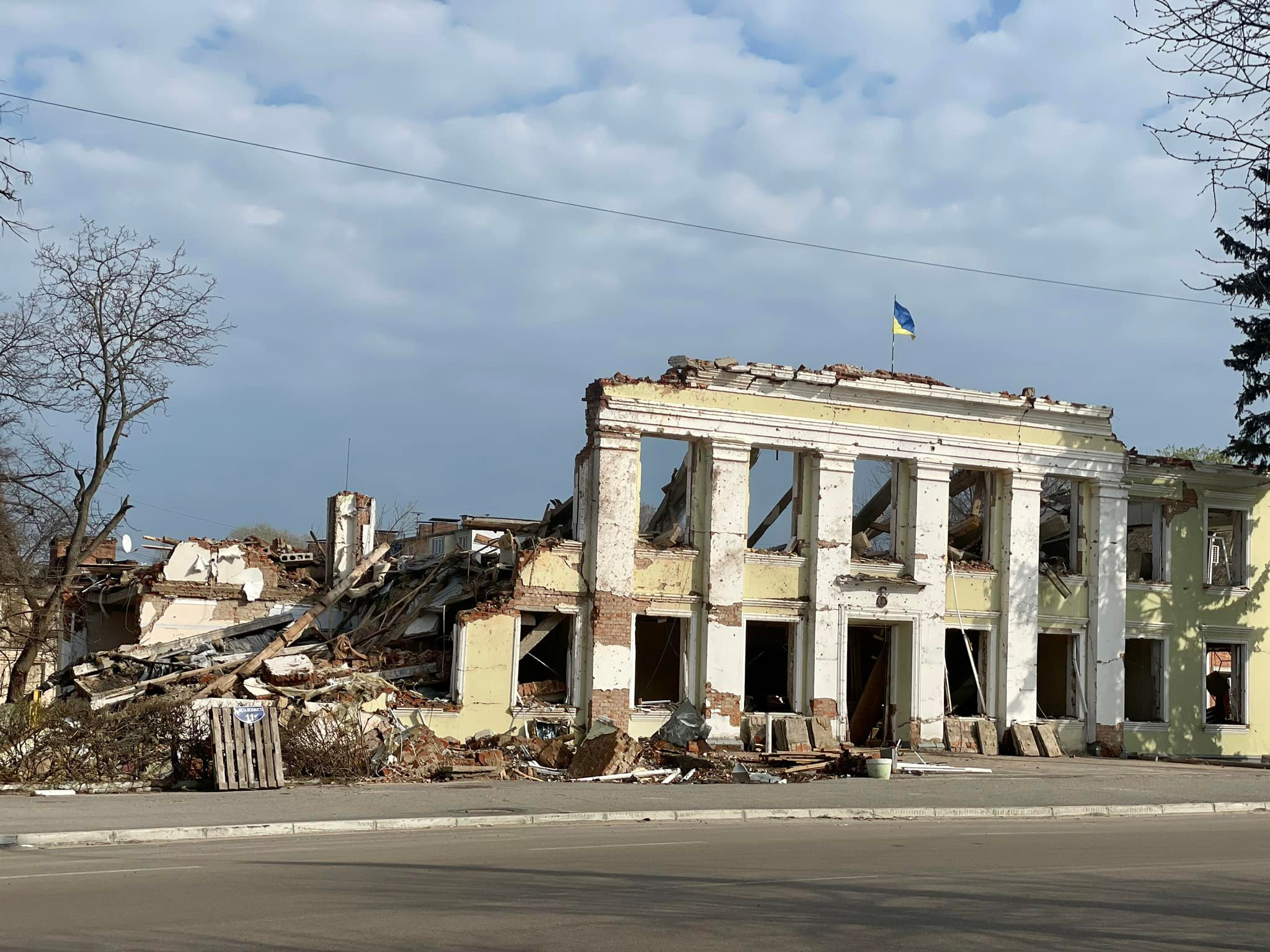
戦闘後のアフトゥイルカ市議会
- ロシアの砲撃を受けた後のアフトゥイルカ（2022年3月2日）
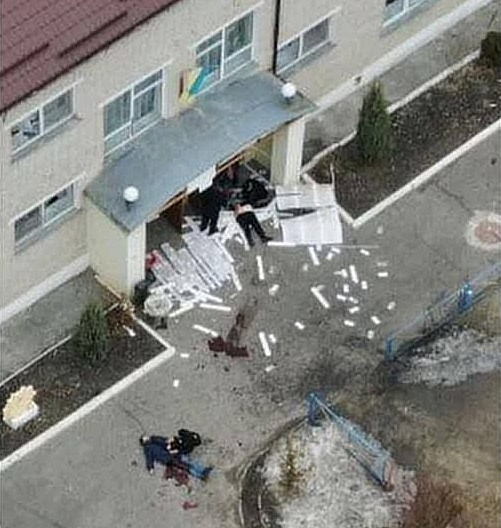
ロシアが幼稚園に砲撃し、8人が死亡した
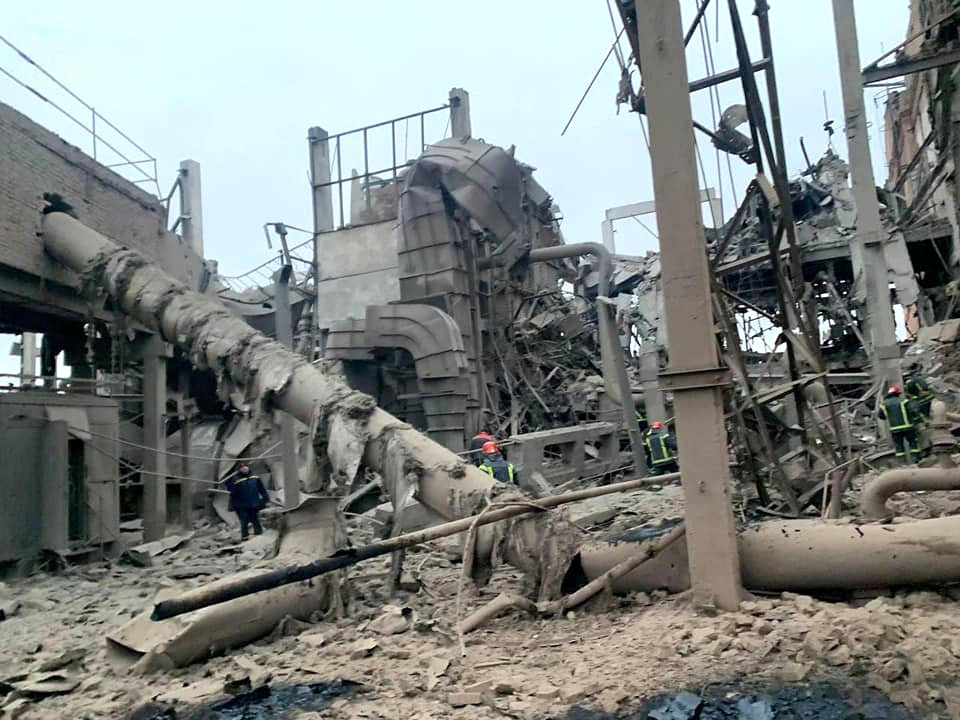
ロシアの砲撃を受けた後のアフトゥイルカのコジェネレーション